# Liste des députés allemands de l'Empire allemand (7e législature)
Les députés de la septième législature du Reichstag sont les députés du Reichstag élus lors des élections législatives allemandes de 1887 pour la période 1887-1890.

## Liste des députés
| État                                      | District          | Circonscription | Élu                                      | Parti | Parti           |
| ----------------------------------------- | ----------------- | --- | ---------------------------------------- | ----- | --------------- |
| Royaume de Prusse (Prusse-Orientale)      | Königsberg        | 01 (Memel-Heydekrug) | Helmuth Karl Bernhard von Moltke         |       | DKP             |
| Royaume de Prusse (Prusse-Orientale)      | Königsberg        | 02 (Labiau-Wehlau) | Werner von Gustedt-Lablacken             |       | DKP             |
| Royaume de Prusse (Prusse-Orientale)      | Königsberg        | 03 (Königsberg-Ville) | Hermann Theodor Hoffmann                 |       | NLP             |
| Royaume de Prusse (Prusse-Orientale)      | Königsberg        | 04 (Fischhausen-Königsberg-Campagne) | August von Dönhoff                       |       | DKP             |
| Royaume de Prusse (Prusse-Orientale)      | Königsberg        | 05 (Heiligenbeil-Preußisch Eylau) | Alfred von Tettau                        |       | DKP             |
| Royaume de Prusse (Prusse-Orientale)      | Königsberg        | 06 (Braunsberg-Heilsberg) | Peter Spahn                              |       | ZEN             |
| Royaume de Prusse (Prusse-Orientale)      | Königsberg        | 07 (Preußisch Holland-Mohrungen) | Rudolph Wichmann                         |       | DKP             |
| Royaume de Prusse (Prusse-Orientale)      | Königsberg        | 08 (Osterode-Neidenburg) | Heinrich Stephanus                       |       | DKP             |
| Royaume de Prusse (Prusse-Orientale)      | Königsberg        | 09 (Allenstein-Rößel) | Rudolph Borowski                         |       | ZEN             |
| Royaume de Prusse (Prusse-Orientale)      | Königsberg        | 10 (Rastenburg-Friedland-Gerdauen) | Udo de Stolberg-Wernigerode              |       | DKP             |
| Royaume de Prusse (Prusse-Orientale)      | Gumbinnen         | 01 (Tilsit-Niederung) | Albrecht von Schlieckmann                |       | DKP             |
| Royaume de Prusse (Prusse-Orientale)      | Gumbinnen         | 02 (Ragnit-Pillkallen) | Albert von Sperber                       |       | DKP             |
| Royaume de Prusse (Prusse-Orientale)      | Gumbinnen         | 03 (Gumbinnen-Insterbourg) | Otto Saro                                |       | DKP             |
| Royaume de Prusse (Prusse-Orientale)      | Gumbinnen         | 04 (Stallupönen-Goldap-Darkehmen) | Max Bergmann                             |       | DKP             |
| Royaume de Prusse (Prusse-Orientale)      | Gumbinnen         | 05 (Angerburg-Lötzen) | Ludwig von Staudy                        |       | DKP             |
| Royaume de Prusse (Prusse-Orientale)      | Gumbinnen         | 06 (Oletzko-Lyck-Johannisburg) | Eduard Maubach                           |       | DKP             |
| Royaume de Prusse (Prusse-Orientale)      | Gumbinnen         | 07 (Sensburg-Ortelsbourg) | Julius von Mirbach                       |       | DKP             |
| Royaume de Prusse (Prusse-Occidentale)    | Dantzig           | 01 (Marienbourg-Elbing) | Bernhard von Puttkamer                   |       | DKP             |
| Royaume de Prusse (Prusse-Occidentale)    | Dantzig           | 02 (Dantzig-Haut-Dantzig-Bas) | Archibald von Gramatzki                  |       | DKP             |
| Royaume de Prusse (Prusse-Occidentale)    | Dantzig           | 03 (Dantzig-Ville) | Karl Schrader                            |       | DFP             |
| Royaume de Prusse (Prusse-Occidentale)    | Dantzig           | 04 (Neustadt-Putzig-Karthaus) | Anton von Kalkstein                      |       | Pole            |
| Royaume de Prusse (Prusse-Occidentale)    | Dantzig           | 05 (Berent-Preußisch Stargard-Dirschau) | Michael von Kalkstein                    |       | Pole            |
| Royaume de Prusse (Prusse-Occidentale)    | Marienwerder      | 01 (Marienwerder-Stuhm) | Waldemar Mueller                         |       | DRP             |
| Royaume de Prusse (Prusse-Occidentale)    | Marienwerder      | 02 (Rosenberg-Löbau-en-Prusse-Occidentale (de)) | Rodrigo zu Dohna-Finckenstein            |       | DKP             |
| Royaume de Prusse (Prusse-Occidentale)    | Marienwerder      | 03 (Graudenz-Strasbourg) | Arthur Hobrecht                          |       | NLP             |
| Royaume de Prusse (Prusse-Occidentale)    | Marienwerder      | 04 (Thorn-Kulm-Briesen) | August Dommes                            |       | NLP             |
| Royaume de Prusse (Prusse-Occidentale)    | Marienwerder      | 05 (Schwetz) | Otto Holtz                               |       | DRP             |
| Royaume de Prusse (Prusse-Occidentale)    | Marienwerder      | 06 (Konitz-Tuchel) | Adam von Janta Polczynski                |       | Pole            |
| Royaume de Prusse (Prusse-Occidentale)    | Marienwerder      | 07 (Schlochau-Flatow) | Wilhelm Scheffer                         |       | DKP             |
| Royaume de Prusse (Prusse-Occidentale)    | Marienwerder      | 08 (Deutsch-Krone) | Karl von Gamp-Massaunen                  |       | DRP             |
| Royaume de Prusse (Berlin)                | Berlin            | 01 (Alt-Berlin-Cölln-Friedrichswerder-Dorotheenstadt-Friedrichstadt-Nord) | Moritz Klotz                             |       | DFP             |
| Royaume de Prusse (Berlin)                | Berlin            | 02 (Schöneberger Vorstadt-Friedrichsvorstadt-Tempelhofer Vorstadt-Friedrichstadt-Sud) | Rudolf Virchow                           |       | DFP             |
| Royaume de Prusse (Berlin)                | Berlin            | 03 (Luisenstadt-Neu-Cölln) | August Munckel                           |       | DFP             |
| Royaume de Prusse (Berlin)                | Berlin            | 04 (Luisenstadt-Stralauer Vorstadt-Königsstadt-Est) | Paul Singer                              |       | SAP             |
| Royaume de Prusse (Berlin)                | Berlin            | 05 (Spandauer Vorstadt-Friedrich-Wilhelm-Stadt-Königsstadt-Ouest) | Karl Baumbach                            |       | DFP             |
| Royaume de Prusse (Berlin)                | Berlin            | 06 (Wedding-Gesundbrunnen-Moabit-Oranienburger Vorstadt-Rosenthaler Vorstadt) | Wilhelm Hasenclever                      |       | SAP             |
| Royaume de Prusse (Brandebourg)           | Potsdam           | 01 (Prignitz-de-l'Ouest) | Siegfried von Saldern                    |       | DKP             |
| Royaume de Prusse (Brandebourg)           | Potsdam           | 02 (Prignitz-de-l'Est) | Hermann von Graevenitz                   |       | DRP             |
| Royaume de Prusse (Brandebourg)           | Potsdam           | 03 (Ruppin-Templin) | Hugo von Saldern-Ahlimb-Ringenwalde      |       | DKP             |
| Royaume de Prusse (Brandebourg)           | Potsdam           | 04 (Prenzlau-Angermünde) | Friedrich von Wedell-Malchow             |       | DKP             |
| Royaume de Prusse (Brandebourg)           | Potsdam           | 05 (Haut-Barnim) | Ernst von Eckardstein-Prötzel            |       | DRP             |
| Royaume de Prusse (Brandebourg)           | Potsdam           | 06 (Bas-Barnim-Lichtenberg) | Arnold Lohren                            |       | DRP             |
| Royaume de Prusse (Brandebourg)           | Potsdam           | 07 (Potsdam-Havelland-de-l'Est-Spandau) | Wilhelm von Rauchhaupt                   |       | DKP             |
| Royaume de Prusse (Brandebourg)           | Potsdam           | 08 (Brandebourg-sur-la-Havel-Havelland-de-l'Ouest) | Heinrich Rickert                         |       | DFP             |
| Royaume de Prusse (Brandebourg)           | Potsdam           | 09 (Zauch-Belzig-Jüterbog-Luckenwalde) | Hermann Kropatscheck                     |       | DKP             |
| Royaume de Prusse (Brandebourg)           | Potsdam           | 10 (Teltow-Beeskow-Storkow-Charlottenbourg-Schöneberg-Neukölln-Wilmersdorf) | Nicolaus von Handjery                    |       | DKP             |
| Royaume de Prusse (Brandebourg)           | Francfort         | 01 (Arnswalde-Friedeberg) | Paul von Brand                           |       | DKP             |
| Royaume de Prusse (Brandebourg)           | Francfort         | 02 (Landsberg-sur-la-Warthe-Soldin) | George Dietz von Bayer                   |       | DKP             |
| Royaume de Prusse (Brandebourg)           | Francfort         | 03 (Königsberg) | Albert von Levetzow                      |       | DKP             |
| Royaume de Prusse (Brandebourg)           | Francfort         | 04 (Francfort-sur-l'Oder-Lebus) | Paul von Steinau-Steinrück               |       | DKP             |
| Royaume de Prusse (Brandebourg)           | Francfort         | 05 (Sternberg-Est-Sternberg-Ouest) | Karl von Waldow und Reitzenstein         |       | DKP             |
| Royaume de Prusse (Brandebourg)           | Francfort         | 06 (Züllichau-Schwiebus-Crossen-sur-l'Oder) | Otto Uhden                               |       | DKP             |
| Royaume de Prusse (Brandebourg)           | Francfort         | 07 (Guben-Lübben) | Heinrich zu Schoenaich-Carolath          |       | DRP             |
| Royaume de Prusse (Brandebourg)           | Francfort         | 08 (Sorau-Forst) | Gustav Brauer                            |       | DRP             |
| Royaume de Prusse (Brandebourg)           | Francfort         | 09 (Cottbus-Spremberg) | Danko von Funcke                         |       | DKP             |
| Royaume de Prusse (Brandebourg)           | Francfort         | 10 (Calau-Luckau) | Otto von Manteuffel                      |       | DKP             |
| Royaume de Prusse (Poméranie)             | Stettin           | 01 (Demmin-Anklam) | Helmuth von Maltzahn                     |       | DKP             |
| Royaume de Prusse (Poméranie)             | Stettin           | 02 (Ueckermünde-Usedom-Wollin) | Oswald von Rittberg                      |       | DKP             |
| Royaume de Prusse (Poméranie)             | Stettin           | 03 (Randow-Greifenhagen) | Alexander von der Osten                  |       | DKP             |
| Royaume de Prusse (Poméranie)             | Stettin           | 04 (Stettin) | Max Broemel                              |       | DFP             |
| Royaume de Prusse (Poméranie)             | Stettin           | 05 (Pyritz-Saatzig) | Hermann von Schöning                     |       | DKP             |
| Royaume de Prusse (Poméranie)             | Stettin           | 06 (Naugard-Regenwalde) | Wilhelm von Flügge                       |       | DKP             |
| Royaume de Prusse (Poméranie)             | Stettin           | 07 (Greifenberg-Cammin) | Ernst Matthias von Köller                |       | DKP             |
| Royaume de Prusse (Poméranie)             | Köslin            | 01 (Stolp-Lauenbourg) | Wilhelm Joachim von Hammerstein          |       | DKP             |
| Royaume de Prusse (Poméranie)             | Köslin            | 02 (Bütow-Rummelsburg-Schlawe) | Adolf von Massow                         |       | DKP             |
| Royaume de Prusse (Poméranie)             | Köslin            | 03 (Köslin-Colberg-Cörlin-Bublitz) | Robert Hildebrand                        |       | Sans étiquette  |
| Royaume de Prusse (Poméranie)             | Köslin            | 04 (Belgard-sur-la-Persante-Schivelbein-Dramburg) | Conrad von Kleist                        |       | DKP             |
| Royaume de Prusse (Poméranie)             | Köslin            | 05 (Neustettin) | Hermann von Busse                        |       | DKP             |
| Royaume de Prusse (Poméranie)             | Stralsund         | 01 (Rügen-Stralsund-Franzburg) | Hans Delbrück                            |       | DRP             |
| Royaume de Prusse (Poméranie)             | Stralsund         | 02 (Greifswald-Grimmen) | Carl von Behr                            |       | DRP             |
| Royaume de Prusse (Posnanie)              | Posen             | 01 (Posen) | Stephan Cegielski                        |       | Pole            |
| Royaume de Prusse (Posnanie)              | Posen             | 02 (Samter-Birnbaum-Obornik-Schwerin-sur-la-Warthe) | Hektor von Kwilecki                      |       | Pole            |
| Royaume de Prusse (Posnanie)              | Posen             | 03 (Meseritz-Bomst) | Hans Wilhelm von Unruhe-Bomst            |       | DRP             |
| Royaume de Prusse (Posnanie)              | Posen             | 04 (Buk-Schmiegel-Kosten) | Ludwig von Mycielski                     |       | Pole            |
| Royaume de Prusse (Posnanie)              | Posen             | 05 (Gostyn-Rawitsch) | Adam Czartoryski                         |       | Pole            |
| Royaume de Prusse (Posnanie)              | Posen             | 06 (Fraustadt-Lissa) | Paul von Rheinbaben                      |       | DRP             |
| Royaume de Prusse (Posnanie)              | Posen             | 07 (Schrimm-Schroda) | Ludwig Edler von Graeve                  |       | Pole            |
| Royaume de Prusse (Posnanie)              | Posen             | 08 (Wreschen-Pleschen-Jarotschin) | Theophil Magdzinski                      |       | Pole            |
| Royaume de Prusse (Posnanie)              | Posen             | 09 (Krotoschin-Koschmin) | Roman von Komierowski                    |       | Pole            |
| Royaume de Prusse (Posnanie)              | Posen             | 10 (Adelnau-Schildberg-Ostrowo-Kempen-en-Posnanie) | Ferdinand von Radziwill                  |       | Pole            |
| Royaume de Prusse (Posnanie)              | Bromberg          | 01 (Czarnikau-Filehne-Colmar-en-Posnanie) | Axel von Colmar-Meyenburg                |       | DKP             |
| Royaume de Prusse (Posnanie)              | Bromberg          | 02 (Wirsitz-Schubin-Znin) | August Falckenberg                       |       | NLP             |
| Royaume de Prusse (Posnanie)              | Bromberg          | 03 (Bromberg) | Oscar Hahn                               |       | DKP             |
| Royaume de Prusse (Posnanie)              | Bromberg          | 04 (Hohensalza-Mogilno-Strelno) | Józef von Kościelski                     |       | Pole            |
| Royaume de Prusse (Posnanie)              | Bromberg          | 05 (Gnesen-Wongrowitz-Witkowo) | Julian von Chelmicki                     |       | Pole            |
| Royaume de Prusse (Silésie)               | Breslau           | 01 (Guhrau-Steinau-Wohlau) | Guido von Kessel                         |       | DKP             |
| Royaume de Prusse (Silésie)               | Breslau           | 02 (Militsch-Trebnitz) | Hermann von Hatzfeldt                    |       | DRP             |
| Royaume de Prusse (Silésie)               | Breslau           | 03 (Groß Wartenberg-Œls) | Wilhelm von Kardorff                     |       | DRP             |
| Royaume de Prusse (Silésie)               | Breslau           | 04 (Namslau-Brieg) | Wilhelm von Heydebrand und der Lasa      |       | DKP             |
| Royaume de Prusse (Silésie)               | Breslau           | 05 (Ohlau-Strehlen-Nimptsch) | Silvius von Goldfus                      |       | DRP             |
| Royaume de Prusse (Silésie)               | Breslau           | 06 (Breslau-Est) | Otto Theodor von Seydewitz               |       | DKP             |
| Royaume de Prusse (Silésie)               | Breslau           | 07 (Breslau-Ouest) | Julius Kräcker                           |       | SAP             |
| Royaume de Prusse (Silésie)               | Breslau           | 08 (Neumarkt-Breslau-Campagne) | Victor Ier de Hohenlohe-Ratibor          |       | DRP             |
| Royaume de Prusse (Silésie)               | Breslau           | 09 (Striegau-Schweidnitz) | Paul von Kulmiz                          |       | DRP             |
| Royaume de Prusse (Silésie)               | Breslau           | 10 (Waldenburg) | Egmont Websky                            |       | NLP             |
| Royaume de Prusse (Silésie)               | Breslau           | 11 (Reichenbach-Neurode) | Felix Porsch                             |       | ZEN             |
| Royaume de Prusse (Silésie)               | Breslau           | 12 (Glatz-Habelschwerdt) | Karl von Huene                           |       | ZEN             |
| Royaume de Prusse (Silésie)               | Breslau           | 13 (Frankenstein-Münsterberg) | Johann von Harbuval-Chamaré-Stolz        |       | ZEN             |
| Royaume de Prusse (Silésie)               | Oppeln            | 01 (Kreuzburg-Rosenberg-en-Haute-Silésie) | Christian-Kraft de Hohenlohe-Öhringen    |       | DKP             |
| Royaume de Prusse (Silésie)               | Oppeln            | 02 (Oppeln) | Franz von Ballestrem                     |       | ZEN             |
| Royaume de Prusse (Silésie)               | Oppeln            | 03 (Groß Strehlitz-Cosel) | Adolph Franz                             |       | ZEN             |
| Royaume de Prusse (Silésie)               | Oppeln            | 04 (Lublinitz-Tost-Gleiwitz) | Carl Metzner                             |       | ZEN             |
| Royaume de Prusse (Silésie)               | Oppeln            | 05 (Beuthen-Tarnowitz) | Julius Szmula                            |       | ZEN             |
| Royaume de Prusse (Silésie)               | Oppeln            | 06 (Kattowitz-Zabrze) | Paul Letocha                             |       | ZEN             |
| Royaume de Prusse (Silésie)               | Oppeln            | 07 (Pless-Rybnik) | Eduard Müller                            |       | ZEN             |
| Royaume de Prusse (Silésie)               | Oppeln            | 08 (Ratibor) | Anton von Dejanicz-Gliszczynski          |       | ZEN             |
| Royaume de Prusse (Silésie)               | Oppeln            | 09 (Leobschütz) | Florian Klose                            |       | ZEN             |
| Royaume de Prusse (Silésie)               | Oppeln            | 10 (Neustadt-en-Haute-Silésie) | Friedrich zu Stolberg-Stolberg           |       | ZEN             |
| Royaume de Prusse (Silésie)               | Oppeln            | 11 (Falkenberg-en-Haute-Silésie-Grottkau) | Friedrich von Praschma                   |       | ZEN             |
| Royaume de Prusse (Silésie)               | Oppeln            | 12 (Neisse) | Albert Horn                              |       | ZEN             |
| Royaume de Prusse (Silésie)               | Liegnitz          | 01 (Grünberg-Freystadt) | Karl zu Carolath-Beuthen                 |       | DRP             |
| Royaume de Prusse (Silésie)               | Liegnitz          | 02 (Sagan-Sprottau) | Bernhard Schmidt                         |       | DRP             |
| Royaume de Prusse (Silésie)               | Liegnitz          | 03 (Glogau) | August Maager                            |       | DFP             |
| Royaume de Prusse (Silésie)               | Liegnitz          | 04 (Lüben-Bunzlau) | Philipp Schmieder                        |       | DFP             |
| Royaume de Prusse (Silésie)               | Liegnitz          | 05 (Löwenberg) | Rudolph Born                             |       | NLP             |
| Royaume de Prusse (Silésie)               | Liegnitz          | 06 (Liegnitz-Goldberg-Haynau) | Johannes Friedrich Goldschmidt           |       | DFP             |
| Royaume de Prusse (Silésie)               | Liegnitz          | 07 (Landeshut-Jauer-Bolkenhain) | Otto Hermes                              |       | DFP             |
| Royaume de Prusse (Silésie)               | Liegnitz          | 08 (Schönau-Hirschberg) | Theodor Barth                            |       | DFP             |
| Royaume de Prusse (Silésie)               | Liegnitz          | 09 (Görlitz-Lauban) | Erwin Lüders                             |       | DFP             |
| Royaume de Prusse (Silésie)               | Liegnitz          | 10 (Rothenburg-Hoyerswerda) | Traugott Hermann von Arnim-Muskau        |       | DRP             |
| Royaume de Prusse (Saxe)                  | Magdebourg        | 01 (Salzwedel-Gardelegen) | Albert Schultz-Lupitz                    |       | DRP             |
| Royaume de Prusse (Saxe)                  | Magdebourg        | 02 (Stendal-Osterburg) | Hermann von Lüderitz                     |       | DKP             |
| Royaume de Prusse (Saxe)                  | Magdebourg        | 03 (Jerichow I-Jerichow II) | Wilhelm von Hegel                        |       | DKP             |
| Royaume de Prusse (Saxe)                  | Magdebourg        | 04 (Magdebourg) | Otto Duvigneau                           |       | NLP             |
| Royaume de Prusse (Saxe)                  | Magdebourg        | 05 (Neuhaldensleben-Wolmirstedt) | Karl Parey                               |       | NLP             |
| Royaume de Prusse (Saxe)                  | Magdebourg        | 06 (Wanzleben) | Robert von Benda                         |       | NLP             |
| Royaume de Prusse (Saxe)                  | Magdebourg        | 07 (Aschersleben-Quedlinbourg-Calbe-sur-la-Saale) | Adolph von Dietze                        |       | DRP             |
| Royaume de Prusse (Saxe)                  | Magdebourg        | 08 (Halberstadt-Oschersleben-Wernigerode) | August von Bernuth                       |       | NLP             |
| Royaume de Prusse (Saxe)                  | Mersebourg        | 01 (Liebenwerda-Torgau) | Ernst von Bredow                         |       | DKP             |
| Royaume de Prusse (Saxe)                  | Mersebourg        | 02 (Schweinitz-Wittemberg) | Otto von Helldorff                       |       | DKP             |
| Royaume de Prusse (Saxe)                  | Mersebourg        | 03 (Bitterfeld-Delitzsch) | Hans von Bodenhausen                     |       | DKP             |
| Royaume de Prusse (Saxe)                  | Mersebourg        | 04 (Halle-sur-Saale-la Saale) | Paul Alexander Meyer                     |       | DFP             |
| Royaume de Prusse (Saxe)                  | Mersebourg        | 05 (Mansfeld-Lac-Mansfeld-Montagne) | Ernst Leuschner                          |       | DRP             |
| Royaume de Prusse (Saxe)                  | Mersebourg        | 06 (Sangerhausen-Eckartsberga) | Friedrich Hermann Müller                 |       | NLP             |
| Royaume de Prusse (Saxe)                  | Mersebourg        | 07 (Querfurt-Mersebourg) | Friedrich Eduard Neubarth                |       | DRP             |
| Royaume de Prusse (Saxe)                  | Mersebourg        | 08 (Naumbourg-Weißenfels-Zeitz) | Julius Günther                           |       | NLP             |
| Royaume de Prusse (Saxe)                  | Erfurt            | 01 (Comté d'Hohenstein) | Julius Lerche                            |       | DFP             |
| Royaume de Prusse (Saxe)                  | Erfurt            | 02 (Heiligenstadt-Worbis) | Josef von Strombeck                      |       | ZEN             |
| Royaume de Prusse (Saxe)                  | Erfurt            | 03 (Muhlouse-Langensalza-Weißensee) | Wilhelm von Wedel-Piesdorf               |       | DKP             |
| Royaume de Prusse (Saxe)                  | Erfurt            | 04 (Erfurt-Schleusingen-Ziegenrück) | Moritz Nobbe                             |       | DRP             |
| Royaume de Prusse (Schleswig-Holstein)    |                   | 01 (Hadersleben-Sonderburg) | Gustav Johannsen                         |       | Däne            |
| Royaume de Prusse (Schleswig-Holstein)    |                   | 02 (Apenrade-Flensbourg) | Paul Gottburgsen                         |       | NLP             |
| Royaume de Prusse (Schleswig-Holstein)    |                   | 03 (Schleswig-Eckernförde) | Asmus Lorenzen                           |       | DFP             |
| Royaume de Prusse (Schleswig-Holstein)    |                   | 04 (Tondern-Husum-Eiderstedt) | Eduard Francke                           |       | NLP             |
| Royaume de Prusse (Schleswig-Holstein)    |                   | 05 (Dithmarse-du-Nord-Dithmarse-du-Sud-Steinburg) | Gustav Thomsen                           |       | DFP             |
| Royaume de Prusse (Schleswig-Holstein)    |                   | 06 (Pinneberg-Segeberg) | Johannes Peters                          |       | NLP             |
| Royaume de Prusse (Schleswig-Holstein)    |                   | 07 (Kiel-Rendsburg) | Albert Hänel                             |       | DFP             |
| Royaume de Prusse (Schleswig-Holstein)    |                   | 08 (Altona-Stormarn) | Karl Frohme                              |       | SAP             |
| Royaume de Prusse (Schleswig-Holstein)    |                   | 09 (Oldenbourg-en-Holstein-Plön) | Conrad von Holstein                      |       | DKP             |
| Royaume de Prusse (Schleswig-Holstein)    |                   | 10 (Duché de Lauenbourg) | Heinrich Berling                         |       | DFP             |
| Royaume de Prusse (Hanovre)               |                   | 01 (Emden-Norden-Weener) | Theodor van Hülst                        |       | NLP             |
| Royaume de Prusse (Hanovre)               |                   | 02 (Aurich-Wittmund-Leer) | Ernst Kruse                              |       | NLP             |
| Royaume de Prusse (Hanovre)               |                   | 03 (Meppen-Lingen-Bentheim-Aschendorf-Hümmling) | Ludwig Windthorst                        |       | ZEN             |
| Royaume de Prusse (Hanovre)               |                   | 04 (Osnabrück-Bersenbrück-Iburg) | Balduin von Schele                       |       | DHP             |
| Royaume de Prusse (Hanovre)               |                   | 05 (Melle-Diepholz-Wittlage-Sulingen-Stolzenau) | Karl Sattler                             |       | NLP             |
| Royaume de Prusse (Hanovre)               |                   | 06 (Syke-Verden-Hoya-Achim) | Hermann von Arnswaldt                    |       | DHP             |
| Royaume de Prusse (Hanovre)               |                   | 07 (Nienburg-Neustadt am Rübenberge-Fallingbostel) | Heinrich Langwerth von Simmern           |       | DHP             |
| Royaume de Prusse (Hanovre)               |                   | 08 (Hanovre) | Heinrich Meister                         |       | SAP             |
| Royaume de Prusse (Hanovre)               |                   | 09 (Hamelin-Linden-Springe) | Ferdinand von Reden                      |       | NLP             |
| Royaume de Prusse (Hanovre)               |                   | 10 (Hildesheim-Marienburg-Alfeld-sur-la-Leine-Gronau) | Gustav Struckmann                        |       | NLP             |
| Royaume de Prusse (Hanovre)               |                   | 11 (Einbeck-Northeim-Osterode am Harz-Uslar) | Ernst Jahns                              |       | NLP             |
| Royaume de Prusse (Hanovre)               |                   | 12 (Göttingen-Duderstadt-Münden) | Hubert Jacob Esser                       |       | NLP             |
| Royaume de Prusse (Hanovre)               |                   | 13 (Goslar-Zellerfeld-Ilfeld) | Gustav Drechsler                         |       | DRP             |
| Royaume de Prusse (Hanovre)               |                   | 14 (Gifhorn-Celle-Peine-Burgdorf) | Bernhard Baurschmidt                     |       | NLP             |
| Royaume de Prusse (Hanovre)               |                   | 15 (Lüchow-Uelzen-Dannenberg-Bleckede-Isenhagen) | Berthold von Bernstorff                  |       | DHP             |
| Royaume de Prusse (Hanovre)               |                   | 16 (Lunebourg-Soltau-Winsen) | Alexander Friedrichs                     |       | NLP             |
| Royaume de Prusse (Hanovre)               |                   | 17 (Harbourg-Rotenbourg-en-Hanovre-Zeven) | Wilhelm Hastedt                          |       | NLP             |
| Royaume de Prusse (Hanovre)               |                   | 18 (Stade-Geestemünde-Bremervörde-Osterholz-Blumenthal) | Rudolf von Bennigsen                     |       | NLP             |
| Royaume de Prusse (Hanovre)               |                   | 19 (Neuhaus-sur-l'Oste-Hadeln-Lehe-Kehdingen-Jork) | Hermann Gebhard                          |       | NLP             |
| Royaume de Prusse (Westphalie)            | Münster           | 01 (Tecklembourg-Steinfurt-Ahaus) | Carl Timmerman                           |       | ZEN             |
| Royaume de Prusse (Westphalie)            | Münster           | 02 (Münster-Coesfeld) | Clemens Heereman von Zuydwyck            |       | ZEN             |
| Royaume de Prusse (Westphalie)            | Münster           | 03 (Borken-Recklinghausen) | Albert Beckmann                          |       | ZEN             |
| Royaume de Prusse (Westphalie)            | Münster           | 04 (Lüdinghausen-Beckum-Warendorf) | Ignatz von Landsberg-Velen und Steinfurt |       | ZEN             |
| Royaume de Prusse (Westphalie)            | Minden            | 01 (Minden-Lübbecke) | Carl Albert Hermann Bock                 |       | DKP             |
| Royaume de Prusse (Westphalie)            | Minden            | 02 (Herford-Halle-en-Westphalie) | Hans Hugo von Kleist-Retzow              |       | DKP             |
| Royaume de Prusse (Westphalie)            | Minden            | 03 (Bielefeld-Wiedenbrück) | Hermann Delius                           |       | DKP             |
| Royaume de Prusse (Westphalie)            | Minden            | 04 (Paderborn-Büren) | Heinrich Hesse                           |       | ZEN             |
| Royaume de Prusse (Westphalie)            | Minden            | 05 (Höxter-Warburg) | Carl von Wendt-Papenhausen               |       | ZEN             |
| Royaume de Prusse (Westphalie)            | Arnsberg          | 01 (Wittgenstein-Siegen-Biedenkopf) | Adolf Stöcker                            |       | DKP             |
| Royaume de Prusse (Westphalie)            | Arnsberg          | 02 (Olpe-Arnsberg-Meschede) | Peter Reichensperger                     |       | ZEN             |
| Royaume de Prusse (Westphalie)            | Arnsberg          | 03 (Altena-Iserlohn-Lüdenscheid) | Karl Theodor Reinhold                    |       | NLP             |
| Royaume de Prusse (Westphalie)            | Arnsberg          | 04 (Hagen-Schwelm-Witten) | Eugen Richter                            |       | DFP             |
| Royaume de Prusse (Westphalie)            | Arnsberg          | 05 (Bochum-Gelsenkirchen-Hattingen-Herne) | Gustav Haarmann                          |       | NLP             |
| Royaume de Prusse (Westphalie)            | Arnsberg          | 06 (Dortmund-Hörde) | Eduard Kleine                            |       | NLP             |
| Royaume de Prusse (Westphalie)            | Arnsberg          | 07 (Hamm-Soest) | Wilhelm Smiths                           |       | NLP             |
| Royaume de Prusse (Westphalie)            | Arnsberg          | 08 (Lippstadt-Brilon) | Ferdinand Kersting                       |       | ZEN             |
| Royaume de Prusse (Hesse-Nassau)          | Wiesbaden         | 01 (Haut-Taunus-Höchst-Usingen) | Carl Wolf                                |       | ZEN             |
| Royaume de Prusse (Hesse-Nassau)          | Wiesbaden         | 02 (Wiesbaden-Rheingau-Bas-Taunus) | Friedrich Schenck                        |       | DFP             |
| Royaume de Prusse (Hesse-Nassau)          | Wiesbaden         | 03 (Saint-Goarshausen-Bas-Westerwald) | Ernst Lieber                             |       | ZEN             |
| Royaume de Prusse (Hesse-Nassau)          | Wiesbaden         | 04 (Limbourg-Haute-Lahn-Basse-Lahn) | Gustav Münch                             |       | DFP             |
| Royaume de Prusse (Hesse-Nassau)          | Wiesbaden         | 05 (Dill-Haut-Westerwald) | Lothar von Wurmb                         |       | DRP             |
| Royaume de Prusse (Hesse-Nassau)          | Wiesbaden         | 06 (Francfort-sur-le-Main) | Adolf Sabor                              |       | SAP             |
| Royaume de Prusse (Hesse-Nassau)          | Cassel            | 01 (Comté de Schaumbourg-Hofgeismar-Wolfhagen) | Carl Oetker                              |       | NLP             |
| Royaume de Prusse (Hesse-Nassau)          | Cassel            | 02 (Cassel-Melsungen) | Ernst von Weyrauch                       |       | DKP             |
| Royaume de Prusse (Hesse-Nassau)          | Cassel            | 03 (Fritzlar-Homberg-Ziegenhain) | Otto von Gehren                          |       | DKP             |
| Royaume de Prusse (Hesse-Nassau)          | Cassel            | 04 (Eschwege-Seigneurie de Schmalkalden-Witzenhausen) | Hermann von Christen                     |       | DRP             |
| Royaume de Prusse (Hesse-Nassau)          | Cassel            | 05 (Marbourg-Frankenberg-Kirchhain) | Otto Böckel                              |       | Antisémite      |
| Royaume de Prusse (Hesse-Nassau)          | Cassel            | 06 (Hersfeld-Rotenburg-sur-la-Fulda-Hünfeld) | Ferdinand Seyfarth                       |       | DKP             |
| Royaume de Prusse (Hesse-Nassau)          | Cassel            | 07 (Fulda-Schlüchtern-Gersfeld) | Clemens Heidenreich Droste zu Vischering |       | ZEN             |
| Royaume de Prusse (Hesse-Nassau)          | Cassel            | 08 (Hanau-Gelnhausen) | Johann Heinrich Nickel                   |       | DFP             |
| Royaume de Prusse (Rhénanie)              | Cologne           | 01 (Cologne-Ville) | Bernhard Braubach                        |       | ZEN             |
| Royaume de Prusse (Rhénanie)              | Cologne           | 02 (Cologne-Campagne) | Clemens Menken                           |       | ZEN             |
| Royaume de Prusse (Rhénanie)              | Cologne           | 03 (Bergheim-sur-l'Erft-Euskirchen) | Wilhelm Rudolphi                         |       | ZEN             |
| Royaume de Prusse (Rhénanie)              | Cologne           | 04 (Rheinbach-Bonn) | Winand Virnich                           |       | ZEN             |
| Royaume de Prusse (Rhénanie)              | Cologne           | 05 (Sieg-Waldbröl) | Joseph Lingens                           |       | ZEN             |
| Royaume de Prusse (Rhénanie)              | Cologne           | 06 (Mülheim-sur-le-Rhin-Gummersbach-Wipperfürth) | Christoph Moufang                        |       | ZEN             |
| Royaume de Prusse (Rhénanie)              | Düsseldorf        | 01 (Remscheid-Lennep-Mettmann) | Reinhart Schmidt                         |       | DFP             |
| Royaume de Prusse (Rhénanie)              | Düsseldorf        | 02 (Elberfeld-Barmen) | Friedrich Harm                           |       | SAP             |
| Royaume de Prusse (Rhénanie)              | Düsseldorf        | 03 (Solingen) | Georg Schumacher                         |       | SAP             |
| Royaume de Prusse (Rhénanie)              | Düsseldorf        | 04 (Düsseldorf) | August Lucius                            |       | ZEN             |
| Royaume de Prusse (Rhénanie)              | Düsseldorf        | 05 (Essen-Ville) | Gerhard Stötzel                          |       | ZEN             |
| Royaume de Prusse (Rhénanie)              | Düsseldorf        | 06 (Duisbourg-Mülheim-Ruhrort-Oberhausen) | Friedrich Hammacher                      |       | NLP             |
| Royaume de Prusse (Rhénanie)              | Düsseldorf        | 07 (Moers-Rees) | Wilhelm von und zu Hoensbroech           |       | ZEN             |
| Royaume de Prusse (Rhénanie)              | Düsseldorf        | 08 (Clèves-Gueldre) | Clemens Perger                           |       | ZEN             |
| Royaume de Prusse (Rhénanie)              | Düsseldorf        | 09 (Kempen) | Hugo Pfafferott                          |       | ZEN             |
| Royaume de Prusse (Rhénanie)              | Düsseldorf        | 10 (Gladbach) | Friedrich von Kehler                     |       | ZEN             |
| Royaume de Prusse (Rhénanie)              | Düsseldorf        | 11 (Krefeld) | Cornelius Trimborn                       |       | ZEN             |
| Royaume de Prusse (Rhénanie)              | Düsseldorf        | 12 (Neuss-Grevenbroich) | Franz von Dalwigk zu Lichtenfels         |       | ZEN             |
| Royaume de Prusse (Rhénanie)              | Coblence          | 01 (Wetzlar-Altenkirchen) | Hermann zu Solms-Braunfels               |       | DKP             |
| Royaume de Prusse (Rhénanie)              | Coblence          | 02 (Neuwied) | Hermann Joseph Bender                    |       | ZEN             |
| Royaume de Prusse (Rhénanie)              | Coblence          | 03 (Coblence-Saint-Goar) | Georg von Hertling                       |       | ZEN             |
| Royaume de Prusse (Rhénanie)              | Coblence          | 04 (Kreuznach-Simmern) | Ludwig von Cuny                          |       | NLP             |
| Royaume de Prusse (Rhénanie)              | Coblence          | 05 (Mayen-Ahrweiler) | Friedrich Franz Kochann                  |       | ZEN             |
| Royaume de Prusse (Rhénanie)              | Coblence          | 06 (Adenau-Cochem-Zell) | Andreas von Grand-Ry                     |       | ZEN             |
| Royaume de Prusse (Rhénanie)              | Trèves            | 01 (Daun-Bitburg-Prüm) | Johann Peter Limbourg                    |       | ZEN             |
| Royaume de Prusse (Rhénanie)              | Trèves            | 02 (Wittlich-Bernkastel) | Christian Dieden                         |       | ZEN             |
| Royaume de Prusse (Rhénanie)              | Trèves            | 03 (Trèves) | Victor Rintelen                          |       | ZEN             |
| Royaume de Prusse (Rhénanie)              | Trèves            | 04 (Sarrelouis-Merzig-Sarrebourg) | Bartholomäus Haanen                      |       | ZEN             |
| Royaume de Prusse (Rhénanie)              | Trèves            | 05 (Sarrebruck) | Gustav Pfaehler                          |       | NLP             |
| Royaume de Prusse (Rhénanie)              | Trèves            | 06 (Ottweiler-Saint-Wendel-Meisenheim) | Friedrich Bormann                        |       | DRP             |
| Royaume de Prusse (Rhénanie)              | Aix-la-Chapelle   | 01 (Schleiden-Malmedy-Montjoie) | Karl Fritzen                             |       | ZEN             |
| Royaume de Prusse (Rhénanie)              | Aix-la-Chapelle   | 02 (Eupen-Aix-la-Chapelle-Campagne) | Adam Bock                                |       | ZEN             |
| Royaume de Prusse (Rhénanie)              | Aix-la-Chapelle   | 03 (Aix-la-Chapelle-Ville) | Victor Gielen                            |       | ZEN             |
| Royaume de Prusse (Rhénanie)              | Aix-la-Chapelle   | 04 (Düren-Juliers) | Alfred von Hompesch                      |       | ZEN             |
| Royaume de Prusse (Rhénanie)              | Aix-la-Chapelle   | 05 (Geilenkirchen-Heinsberg-Erkelenz) | Franz Hitze                              |       | ZEN             |
| Royaume de Prusse (Hohenzollern)          | Sigmaringen       | 01 (Sigmaringen-Hechingen) | Fidelis Graf                             |       | ZEN             |
| Royaume de Bavière                        | Haute-Bavière     | 01 (Munich I (Altstadt-Lehel-Maxvorstadt) | Johann Sedlmayr                          |       | NLP             |
| Royaume de Bavière                        | Haute-Bavière     | 02 (Munich II (Isarvorstadt-Ludwigsvorstadt-Au-Haidhausen-Giesing) -Munich-Campagne-Starnberg-Wolfratshausen | Johann Landes                            |       | ZEN             |
| Royaume de Bavière                        | Haute-Bavière     | 03 (Aichach-Friedberg-Dachau-Schrobenhausen) | Sigmund von Pfetten-Arnbach              |       | ZEN             |
| Royaume de Bavière                        | Haute-Bavière     | 04 (Ingolstadt-Freising-Pfaffenhofen) | Peter Karl von Aretin                    |       | ZEN             |
| Royaume de Bavière                        | Haute-Bavière     | 05 (Wasserburg-Erding-Mühldorf) | Josef Aichbichler                        |       | ZEN             |
| Royaume de Bavière                        | Haute-Bavière     | 06 (Weilheim-Werdenfels-Bruck-Landsberg-Schongau) | Franz Weber                              |       | ZEN             |
| Royaume de Bavière                        | Haute-Bavière     | 07 (Rosenheim-Ebersberg-Miesbach-Tölz) | Wolfgang Wagner                          |       | ZEN             |
| Royaume de Bavière                        | Haute-Bavière     | 08 (Traunstein-Laufen-Berchtesgaden-Altötting) | Karl Senestrey                           |       | ZEN             |
| Royaume de Bavière                        | Basse-Bavière     | 01 (Landshut-Dingolfing-Vilsbiburg) | Kaspar von Preysing                      |       | ZEN             |
| Royaume de Bavière                        | Basse-Bavière     | 02 (Straubing-Bogen-Landau-Vilshofen) | Conrad von Preysing                      |       | ZEN             |
| Royaume de Bavière                        | Basse-Bavière     | 03 (Passau-Wegscheid-Wolfstein-Grafenau) | Johann Evangelist Diendorfer             |       | ZEN             |
| Royaume de Bavière                        | Basse-Bavière     | 04 (Pfarrkirchen-Eggenfelden-Griesbach) | Georg Haberland                          |       | ZEN             |
| Royaume de Bavière                        | Basse-Bavière     | 05 (Deggendorf-Regen-Viechtach-Kötzting) | Georg Orterer                            |       | ZEN             |
| Royaume de Bavière                        | Basse-Bavière     | 06 (Kelheim-Regen-Rottenburg-Mallersdorf) | Joseph Zach                              |       | ZEN             |
| Royaume de Bavière                        | Palatinat         | 01 (Spire-Ludwigshafen-Frankenthal) | Carl Clemm                               |       | NLP             |
| Royaume de Bavière                        | Palatinat         | 02 (Landau-Neustadt-en-Haardt) | Albert Bürklin                           |       | NLP             |
| Royaume de Bavière                        | Palatinat         | 03 (Germersheim-Bergzabern) | Theodor Brünings                         |       | NLP             |
| Royaume de Bavière                        | Palatinat         | 04 (Deux-Ponts-Pirmasens) | Oskar Krämer                             |       | NLP             |
| Royaume de Bavière                        | Palatinat         | 05 (Hombourg-Kusel) | Franz Armand Buhl                        |       | NLP             |
| Royaume de Bavière                        | Palatinat         | 06 (Kaiserslautern-Kirchheimbolanden) | Johannes Miquel                          |       | NLP             |
| Royaume de Bavière                        | Haut-Palatinat    | 01 (Ratisbonne-Burglengenfeld-Stadtamhof) | Franz Josef von Gruben                   |       | ZEN             |
| Royaume de Bavière                        | Haut-Palatinat    | 02 (Amberg-Nabburg-Sulzbach-Eschenbach) | August von Gise                          |       | ZEN             |
| Royaume de Bavière                        | Haut-Palatinat    | 03 (Neumarkt-Velburg-Hemau) | Johann Lerzer                            |       | ZEN             |
| Royaume de Bavière                        | Haut-Palatinat    | 04 (Neunburg-Waldmünchen-Cham-Roding) | Josef Witzlsperger                       |       | ZEN             |
| Royaume de Bavière                        | Haut-Palatinat    | 05 (Neustadt-sur-la-Waldnaab-Vohenstrauß-Tirschenreuth) | Johann Lehner                            |       | ZEN             |
| Royaume de Bavière                        | Haute-Franconie   | 01 (Hof-Naila-Rehau-Münchberg) | Hermann Wunnerlich                       |       | NLP             |
| Royaume de Bavière                        | Haute-Franconie   | 02 (Bayreuth-Wunsiedel-Berneck) | Friedrich von Feustel                    |       | NLP             |
| Royaume de Bavière                        | Haute-Franconie   | 03 (Forchheim-Kulmbach-Pegnitz-Ebermannstadt) | Friedrich Pezold                         |       | ZEN             |
| Royaume de Bavière                        | Haute-Franconie   | 04 (Kronach-Staffelstein-Lichtenfels-Stadtsteinach-Teuschnitz) | Friedrich von Gagern                     |       | ZEN             |
| Royaume de Bavière                        | Haute-Franconie   | 05 (Bamberg-Höchstadt) | Johannes Wenzel                          |       | ZEN             |
| Royaume de Bavière                        | Moyenne-Franconie | 01 (Nuremberg) | Karl Grillenberger                       |       | SAP             |
| Royaume de Bavière                        | Moyenne-Franconie | 02 (Erlangen-Fürth-Hersbruck) | Franz August Schenk von Stauffenberg     |       | DFP             |
| Royaume de Bavière                        | Moyenne-Franconie | 03 (Ansbach-Schwabach-Heilsbronn) | Friedrich Seybold                        |       | NLP             |
| Royaume de Bavière                        | Moyenne-Franconie | 04 (Eichstätt-Beilngries-Weissembourg) | Franz Xaver Schmidt                      |       | ZEN             |
| Royaume de Bavière                        | Moyenne-Franconie | 05 (Dinkelsbühl-Gunzenhausen-Feuchtwangen) | Philipp Schreiner                        |       | NLP             |
| Royaume de Bavière                        | Moyenne-Franconie | 06 (Rothembourg-sur-la-Tauber-Neustadt-sur-l'Aisch) | Karl Stöcker                             |       | NLP             |
| Royaume de Bavière                        | Basse-Franconie   | 01 (Aschaffenbourg-Alzenau-Obernburg-Miltenberg) | Adam Haus                                |       | ZEN             |
| Royaume de Bavière                        | Basse-Franconie   | 02 (Kitzingen-Gerolzhofen-Ochsenfurt) | Friedrich Carl von Schönborn-Wiesentheid |       | ZEN             |
| Royaume de Bavière                        | Basse-Franconie   | 03 (Lohr-Karlstadt-Hamelbourg-Marktheidenfeld-Gemünden) | Georg Arbogast von und zu Franckenstein  |       | ZEN             |
| Royaume de Bavière                        | Basse-Franconie   | 04 (Neustadt-sur-la-Saale-Brückenau-Mellrichstadt-Königshofen-Kissingen) | Ludwig Karl Reichert                     |       | ZEN             |
| Royaume de Bavière                        | Basse-Franconie   | 05 (Schweinfurt-Haßfurt-Ebern) | Franz Burger                             |       | ZEN             |
| Royaume de Bavière                        | Basse-Franconie   | 06 (Wurtzbourg) | Joseph Roß                               |       | ZEN             |
| Royaume de Bavière                        | Souabe            | 01 (Augsbourg-Wertingen) | Georg Biehl                              |       | ZEN             |
| Royaume de Bavière                        | Souabe            | 02 (Donauwörth-Nördlingen-Neubourg) | Michael Wildegger                        |       | ZEN             |
| Royaume de Bavière                        | Souabe            | 03 (Dillingen-Guntzbourg-Zusmarshausen) | Michael Deuringer                        |       | ZEN             |
| Royaume de Bavière                        | Souabe            | 04 (Illertissen-Neu-Ulm-Memmingen-Krumbach) | Magnus Anton Reindl                      |       | ZEN             |
| Royaume de Bavière                        | Souabe            | 05 (Kaufbeuren-Mindelheim-Oberdorf-Füssen) | Engelbert Buxbaum                        |       | ZEN             |
| Royaume de Bavière                        | Souabe            | 06 (Immenstadt-Sonthofen-Kempten-en-Allgäu-Lindau) | Johann Evangelist Keller                 |       | NLP             |
| Royaume de Saxe                           |                   | 01 (Zittau) | Louis Heinrich Buddeberg                 |       | DFP             |
| Royaume de Saxe                           |                   | 02 (Löbau) | Reinhold Hoffmann                        |       | NLP             |
| Royaume de Saxe                           |                   | 03 (Bautzen-Kamenz-Bischofswerda) | Theodor Reich                            |       | DKP             |
| Royaume de Saxe                           |                   | 04 (Dresde-rive-droite-Radeberg-Radeburg) | Heinrich Hermann Klemm                   |       | DKP             |
| Royaume de Saxe                           |                   | 05 (Dresde-rive-gauche) | Theodor Hultzsch                         |       | DKP             |
| Royaume de Saxe                           |                   | 06 (Dresde-Campagne-Dippoldiswalde) | Karl Gustav Ackermann                    |       | DKP             |
| Royaume de Saxe                           |                   | 07 (Meissen-Großenhain-Riesa) | Heinrich von Friesen-Rötha               |       | DKP             |
| Royaume de Saxe                           |                   | 08 (Pirna-Sebnitz) | Carl Ernst Grumbt                        |       | DRP             |
| Royaume de Saxe                           |                   | 09 (Freiberg-Hainichen) | Kurt Merbach                             |       | DRP             |
| Royaume de Saxe                           |                   | 10 (Döbeln-Nossen-Leisnig) | Albert Niethammer                        |       | NLP             |
| Royaume de Saxe                           |                   | 11 (Oschatz-Wurzen-Grimma) | Theodor Günther                          |       | DRP             |
| Royaume de Saxe                           |                   | 12 (Leipzig-Ville) | Carl Bruno Tröndlin                      |       | NLP             |
| Royaume de Saxe                           |                   | 13 (Leipzig-Campagne-Taucha-Markranstädt-Zwenkau) | Ferdinand Goetz                          |       | NLP             |
| Royaume de Saxe                           |                   | 14 (Borna-Geithain-Rochlitz) | Arnold Woldemar von Frege-Weltzien       |       | DKP             |
| Royaume de Saxe                           |                   | 15 (Mittweida-Frankenberg-Augustusburg) | Martin Schneider                         |       | NLP             |
| Royaume de Saxe                           |                   | 16 (Chemnitz) | Ernst Otto Clauß                         |       | NLP             |
| Royaume de Saxe                           |                   | 17 (Glauchau-Meerane-Hohenstein-Ernstthal) | Friedrich Ludwig Leuschner               |       | NLP             |
| Royaume de Saxe                           |                   | 18 (Zwickau-Crimmitschau-Werdau) | Adolf Temper                             |       | NLP             |
| Royaume de Saxe                           |                   | 19 (Stollberg-Schneeberg) | Christoph Friedrich Kurlbaum             |       | NLP             |
| Royaume de Saxe                           |                   | 20 (Marienberg-Zschopau) | Arthur Gehlert                           |       | DRP             |
| Royaume de Saxe                           |                   | 21 (Annaberg-Schwarzenberg-Johanngeorgenstadt) | Eugen Holtzmann                          |       | NLP             |
| Royaume de Saxe                           |                   | 22 (Auerbach-Zschopau) | Carl Kurtz                               |       | DKP             |
| Royaume de Saxe                           |                   | 23 (Plauen-Oelsnitz-Klingenthal) | Alwin Hartmann                           |       | DKP             |
| Royaume de Wurtemberg                     |                   | 01 (Stuttgart) | Gustav Siegle                            |       | NLP             |
| Royaume de Wurtemberg                     |                   | 02 (Cannstatt-Louisbourg-Marbach-Waiblingen) | Ludwig Veiel                             |       | NLP             |
| Royaume de Wurtemberg                     |                   | 03 (Heilbronn-Besigheim-Brackenheim-Neckarsulm) | Joseph von Ellrichshausen                |       | DRP             |
| Royaume de Wurtemberg                     |                   | 04 (Böblingen-Vaihingen-Leonberg-Maulbronn) | Konstantin Sebastian von Neurath         |       | DRP             |
| Royaume de Wurtemberg                     |                   | 05 (Esslingen-Nürtingen-Kirchheim-Urach) | Johann Adä                               |       | NLP             |
| Royaume de Wurtemberg                     |                   | 06 (Reutlingen-Tübingen-Rottenburg) | Friedrich Bayha                          |       | DRP             |
| Royaume de Wurtemberg                     |                   | 07 (Nagold-Calw-Neuenbürg-Herrenberg) | Julius Staelin                           |       | DRP             |
| Royaume de Wurtemberg                     |                   | 08 (Freudenstadt-Horb-Oberndorf-Sulz) | Hans von Ow                              |       | DRP             |
| Royaume de Wurtemberg                     |                   | 09 (Balingen-Rottweil-Spaichingen-Tuttlingen) | Germain Burkardt                         |       | NLP             |
| Royaume de Wurtemberg                     |                   | 10 (Gmünd-Göppingen-Welzheim-Schorndorf) | Friedrich Grub                           |       | NLP             |
| Royaume de Wurtemberg                     |                   | 11 (Hall-Backnang-Öhringen-Weinsberg) | Julius Leemann                           |       | NLP             |
| Royaume de Wurtemberg                     |                   | 12 (Gerabronn-Crailsheim-Mergentheim-Künzelsau) | Fritz von Keller                         |       | DRP             |
| Royaume de Wurtemberg                     |                   | 13 (Aalen-Gaildorf-Neresheim-Ellwangen) | Heinrich Adelmann von Adelmannsfelden    |       | ZEN             |
| Royaume de Wurtemberg                     |                   | 14 (Ulm-Heidenheim-Geislingen) | Ludwig von Fischer                       |       | NLP             |
| Royaume de Wurtemberg                     |                   | 15 (Ehingen-Blaubeuren-Laupheim-Münsingen) | Adolf Gröber                             |       | ZEN             |
| Royaume de Wurtemberg                     |                   | 16 (Biberach-Leutkirch-Waldsee-Wangen) | Reinhard von Neipperg                    |       | ZEN             |
| Royaume de Wurtemberg                     |                   | 17 (Ravensbourg-Tettnang-Saulgau-Riedlingen) | Johannes Göser                           |       | ZEN             |
| Grand-duché de Bade                       |                   | 01 (Constance-Überlingen-Stockach) | Konstantin Noppel                        |       | NLP             |
| Grand-duché de Bade                       |                   | 02 (Donaueschingen-Villingen) | Hermann von Hornstein                    |       | DKP             |
| Grand-duché de Bade                       |                   | 03 (Waldshut-Säckingen-Neustadt-en-Forêt-Noire) | Ernst Friedrich Krafft                   |       | NLP             |
| Grand-duché de Bade                       |                   | 04 (Lörrach-Müllheim) | Ernst Blankenhorn                        |       | NLP             |
| Grand-duché de Bade                       |                   | 05 (Fribourg-Emmendingen) | Carl Schuster                            |       | NLP             |
| Grand-duché de Bade                       |                   | 06 (Lahr-Wolfach) | Carl Engler                              |       | NLP             |
| Grand-duché de Bade                       |                   | 07 (Offenbourg-Kehl) | Alfred von Degenfeld                     |       | NLP             |
| Grand-duché de Bade                       |                   | 08 (Rastatt-Bühl-Baden-Baden) | Franz Xaver Lender                       |       | ZEN             |
| Grand-duché de Bade                       |                   | 09 (Pforzheim-Ettlingen) | Gottlieb Klumpp                          |       | NLP             |
| Grand-duché de Bade                       |                   | 10 (Karlsruhe-Bruchsal) | Emil Fieser                              |       | NLP             |
| Grand-duché de Bade                       |                   | 11 (Mannheim) | Philipp Diffené                          |       | NLP             |
| Grand-duché de Bade                       |                   | 12 (Heidelberg-Mosbach) | Julius Menzer                            |       | DKP             |
| Grand-duché de Bade                       |                   | 13 (Bretten-Sinsheim) | Ernst von Göler-Ravensburg               |       | DKP             |
| Grand-duché de Bade                       |                   | 14 (Tauberbischofsheim-Buchen) | Rudolf von Buol-Berenberg                |       | ZEN             |
| Grand-duché de Hesse                      |                   | 01 (Giessen) | Hugo Buderus                             |       | NLP             |
| Grand-duché de Hesse                      |                   | 02 (Friedberg-Büdingen) | Philipp Brand                            |       | NLP             |
| Grand-duché de Hesse                      |                   | 03 (Lauterbach-Alsfeld-Schotten) | Fritz Kalle                              |       | NLP             |
| Grand-duché de Hesse                      |                   | 04 (Darmstadt-Groß-Gerau) | Justus Ulrich                            |       | NLP             |
| Grand-duché de Hesse                      |                   | 05 (Offenbach-Dieburg) | Gustav Böhm                              |       | NLP             |
| Grand-duché de Hesse                      |                   | 06 (Erbach-Bensheim) | Ferdinand Scipio                         |       | NLP             |
| Grand-duché de Hesse                      |                   | 07 (Worms-Heppenheim) | Heinrich von Marquardsen                 |       | NLP             |
| Grand-duché de Hesse                      |                   | 08 (Bingen-Alzey) | Ludwig Bamberger                         |       | DFP             |
| Grand-duché de Hesse                      |                   | 09 (Mayence-Oppenheim) | Josef Racke                              |       | ZEN             |
| Grand-duché de Mecklembourg-Schwerin      |                   | 01 (Hagenow-Toddin-Bakendorf-Lübtheen-Grevesmühlen -Grevesmühlen-Plüschow-Wittenburg-Walsmühlen-Zarrentin-Wittenburg) | Ludolph von Wrisberg                     |       | DKP             |
| Grand-duché de Mecklembourg-Schwerin      |                   | 02 (Schwerin-Chevalerie-Schwerin-Domaine-Crivitz-Chevalerie -Crivitz-Domaine-Wismar-Poel-Mecklembourg-Redentin-Gadebusch -Gadebusch-Rehna-Mecklembourg-Sternberg -Warin-Neukloster-Sternberg-Tempzin)                       | Anton Haupt                              |       | NLP             |
| Grand-duché de Mecklembourg-Schwerin      |                   | 03 (Boizenburg-Chevalerie-Boizenburg-Domaine-Dobbertin-Dömitz -Goldberg-Grabow-Grabow-Eldena-Lübz-Lübz-Marnitz -Neustadt-en-Mecklembourg-Abbaye-Neustadt-en-Mecklembourg-Chevalerie -Neustadt-en-Mecklembourg-Domaine-Plau) | Anton von Oertzen                        |       | DKP             |
| Grand-duché de Mecklembourg-Schwerin      |                   | 04 (Gnoien-Dargun-Gnoien-Neukalen-Ivenack-Malchow-Neukalen -Stavenhagen-Chevalerie-Stavenhagen-Domaine-Wredenhagen-Chevalerie -Wredenhagen-Domaine)                                                                         | Otto von Schlieffen                      |       | DKP             |
| Grand-duché de Mecklembourg-Schwerin      |                   | 05 (Bützow-Chevalerie-Bützow-Domaine-Bützow-Rühn-Doberan -Ribnitz-Abbaye-Ribnitz-Chevalerie-Ribnitz-Domaine -Toitenwinkel zu Rostock)                                                                                       | Otto Büsing                              |       | NLP             |
| Grand-duché de Mecklembourg-Schwerin      |                   | 06 (Güstrow-Rossewitz-Güstrow-Schwaan-Chevalerie-Schwaan-Domaine) | Wilhelm von Schlieffen                   |       | DKP             |
| Grand-duché de Saxe-Weimar-Eisenach       |                   | 01 (Weimar-Apolda) | Hermann Müller-Hollenhorst               |       | NLP             |
| Grand-duché de Saxe-Weimar-Eisenach       |                   | 02 (Eisenach-Dermbach) | Paul Geibel                              |       | NLP             |
| Grand-duché de Saxe-Weimar-Eisenach       |                   | 03 (Iéna-Neustadt-sur-l'Orla) | Georg Meyer                              |       | NLP             |
| Grand-duché de Mecklembourg-Strelitz      |                   | 01 (Neustrelitz, Neubrandenbourg-Schönberg) | Heinrich von Oertzen                     |       | DKP             |
| Grand-duché d'Oldenbourg                  |                   | 01 (Oldenbourg-Eutin-Birkenfeld) | Ludwig Enneccerus                        |       | NLP             |
| Grand-duché d'Oldenbourg                  |                   | 02 (Jever-Rüstringen-Brake-Westerstede-Varel-Elsfleth-Butjadingen) | Arnold Huchting                          |       | DFP             |
| Grand-duché d'Oldenbourg                  |                   | 03 (Vechta-Delmenhorst-Cloppenburg-Wildeshausen-Friesoythe) | Ferdinand Heribert von Galen             |       | ZEN             |
| Duché de Brunswick                        |                   | 01 (Brunswick-Blankenburg) | Hugo Retemeyer                           |       | Sans étiquette  |
| Duché de Brunswick                        |                   | 02 (Helmstedt-Wolfenbüttel) | Hermann Roemer                           |       | NLP             |
| Duché de Brunswick                        |                   | 03 (Holzminden-Gandersheim) | Wilhelm Kulemann                         |       | NLP             |
| Duché de Saxe-Meiningen                   |                   | 01 (Meiningen-Hildburghausen) | Karl Zeitz                               |       | NLP             |
| Duché de Saxe-Meiningen                   |                   | 02 (Sonneberg-Saalfeld) | Friedrich Witte                          |       | DFP             |
| Duché de Saxe-Altenbourg                  |                   | 01 (Altenbourg-Roda) | Iwan Baumbach                            |       | DRP             |
| Duché de Saxe-Cobourg et Gotha            |                   | 01 (Cobourg) | Georg von Siemens                        |       | DFP             |
| Duché de Saxe-Cobourg et Gotha            |                   | 02 (Gotha) | Rudolf Henneberg                         |       | NLP             |
| Duché d'Anhalt                            |                   | 01 (Dessau-Zerbst) | Gustav Ziegler                           |       | NLP             |
| Duché d'Anhalt                            |                   | 02 (Bernbourg-Köthen-Ballenstedt) | Wilhelm Oechelhäuser                     |       | NLP             |
| Principauté de Schwarzbourg-Rudolstadt    |                   | 01 (Königsee-Frankenhausen) | Adolph Hoffmann                          |       | DFP             |
| Principauté de Schwarzbourg-Sondershausen |                   | 01 (Sondershausen-Arnstadt-Gehren-Ebeleben) | Carl de Ahna                             |       | Sans étiquette  |
| Principauté de Waldeck-Pyrmont            |                   | 01 (Eider-Twiste-Eisenberg-Pyrmont) | Friedrich Boettcher                      |       | NLP             |
| Principauté de Reuss branche aînée        |                   | 01 (Greiz-Burgk) | Otto Henning                             |       | DRP             |
| Principauté Reuss branche cadette         |                   | 01 (Gera-Schleiz) | Hermann Ampach                           |       | DRP             |
| Principauté de Schaumbourg-Lippe          |                   | 01 (Bückeburg-Stadthagen) | Julius von Oheimb                        |       | DKP             |
| Principauté de Lippe                      |                   | 01 (Blomberg-Brake-Detmold-Lipperode-Cappel-Schötmar) | Johann von Lengerke                      |       | NLP             |
| Lübeck                                    |                   | 01 (Lübeck) | Hermann Fehling                          |       | NLP             |
| Brême                                     |                   | 01 (Brême-Bremerhaven) | Constantin Bulle                         |       | DFP             |
| Hambourg                                  |                   | 01 (Neustadt-Sankt Pauli) | August Bebel                             |       | SAP             |
| Hambourg                                  |                   | 02 (Altstadt-Saint-Georges-Hammerbrook) | Johann Heinrich Wilhelm Dietz            |       | SAP             |
| Hambourg                                  |                   | 03 (Hambourg-Campagne-Landherrenschaften) | Adolph Woermann                          |       | NLP             |
| Alsace-Lorraine                           |                   | 01 (Altkirch-Thann) | Landelin Winterer                        |       | Alsace-Lorraine |
| Alsace-Lorraine                           |                   | 02 (Mulhouse) | Auguste Lalance                          |       | Alsace-Lorraine |
| Alsace-Lorraine                           |                   | 03 (Colmar) | Charles Grad                             |       | Alsace-Lorraine |
| Alsace-Lorraine                           |                   | 04 (Guebwiller) | Joseph Guerber                           |       | Alsace-Lorraine |
| Alsace-Lorraine                           |                   | 05 (Ribeauvillé) | Jacob Ignatius Simonis                   |       | Alsace-Lorraine |
| Alsace-Lorraine                           |                   | 06 (Sélestat) | Irénée Lang                              |       | Alsace-Lorraine |
| Alsace-Lorraine                           |                   | 07 (Molsheim-Erstein) | Édouard Sieffermann                      |       | Alsace-Lorraine |
| Alsace-Lorraine                           |                   | 08 (Strasbourg-Ville) | Jacques Kablé                            |       | Alsace-Lorraine |
| Alsace-Lorraine                           |                   | 09 (Strasbourg-Campagne) | Alfred Mühleisen                         |       | Alsace-Lorraine |
| Alsace-Lorraine                           |                   | 10 (Hagenau-Wissembourg) | Eugène de Dietrich                       |       | Alsace-Lorraine |
| Alsace-Lorraine                           |                   | 11 (Saverne) | Alfred Goldenberg                        |       | Alsace-Lorraine |
| Alsace-Lorraine                           |                   | 12 (Sarreguemines-Forbach) | Édouard Jaunez                           |       | Alsace-Lorraine |
| Alsace-Lorraine                           |                   | 13 (Boulay-Thionville-Est-Thionville-Ouest) | Henri Paul François de Wendel            |       | Alsace-Lorraine |
| Alsace-Lorraine                           |                   | 14 (Metz-Ville-Metz-Campagne) | Jules-Dominique Antoine                  |       | Alsace-Lorraine |
| Alsace-Lorraine                           |                   | 15 (Sarrebourg-Château-Salins) | Charles Germain                          |       | Alsace-Lorraine |